# Martinet de San Geronimo
Panyptila sanctihieronymi
Espèce
Statut de conservation UICN

 LC  : Préoccupation mineure
Le Martinet de San Geronimo (Panyptila sanctihieronymi) est une espèce d'oiseaux d'Amérique latine appartenant à la famille des Apodidae.

## Répartition
Cette espèce vit au Costa Rica, au Guatemala, au Honduras, au Mexique et au Nicaragua.

Distribution de l'espèce.